# José Aníbal Lopes Rocha
José Aníbal Lopes Rocha foi ministro angolano da administração territorial, de 1994 até 1997, no governo do presidente José Eduardo dos Santos.